# Myotis macrodactylus
Myotis macrodactylus — вид рукокрилих роду Нічниця (Myotis).

## Опис
Вага близько — 6-10 г довжина тіла — 41-54 мм, довжина хвоста — 31-43 мм, довжина передпліччя — 36-40,5 мм, розмах крил близько 22-24 см. Вухо середньої довжини, вузьке, маска слабо оволоснена, з рожево-бурого шкірою; ступня з кігтями набагато довша половини гомілки. Крилова перетинка кріпиться до гомілки вище гомілковостопного суглоба. Епіблеми немає. Верхня сторона межбедрової перетинки біля тулуба і крилової перетинки уздовж стегна і гомілки мають шерсть. Хутро дуже густе, довге. Волосся з темною основою. Спина темна коричнево- або димчасто-бура, черево сіро-білясте.

## Поширення, поведінка
Проживання: Китай, Японія, Корея, Корейська Народно-Демократична Республіка, Російська Федерація. Він знаходиться в печерах, а також штучних спорудах зазвичай близько до води. Часто лаштує сідала з іншими видами кажанів. Полює на комах та інших безхребетних у польоті або з поверхні води.